# لائیتوری
لائیتوری (گرجی: ლაითური) یک شهرک در شهرداری ازورگتی در ناحیه گوریا در غرب گرجستان است.